# Sensation
Sensation je primorska alternativna glasbena skupina, ki je nastala leta 1997 in še vedno igra v  nespremenjeni začetni zasedbi:
- Martin Vičič – bobni
- Primož Mislej – kitara, vokal
- Viktor Konoplyov – vokali
- Simon Blaško – bas kitara

Igrajo glasbo različnih zvrsti, kot so punk, ska, reggae, metal, hard-core, rock, funk, drum in bass in rap.
V prvih sedmih letih obstoja je skupina predvsem koncertirala so odigrali veliko koncertov, od takšnih, tako imenovanih open air , do majhnih, klubskih za peščico najbolj radovednih. Igrali so po večini slovenskih klubov, najdlje pa so prišli do Berlina. Večinoma so imeli samostojne koncerte, kot predskupina pa so nastopili z bandi kot so Eyesburn, Električni orgazam, Rambo Amadeus, Valter Brani Sarajevo, Elvis Jackson, No Limits, The Liars itd.
Prvi mini album je bil posnet leta 1999 v Kortah. Album se imenuje Čičiribu, vendar nikoli uradno izšel. Trenutno je v lasti zgolj nabolj zagriženih oboževalcev. 
Prvenec Kagada je zbirka skladb, ki so jih ustvarili v teh letih. Nekaterim so dali prednost in so na albumu zapisane kot klasični posnetek, ostale pa so dodali v mp3 obliki, tako da je vsega skupaj na albumu blizu 120 minut avtorske glasbe. Poleg njih so na albumu še trije video spoti domače izdelave pa še nekaj tekstov in fotografij. Studijski posnetki za album so nastali v sodelovanju z Andrejem Žibertom, Gabrom Radojevičem, Miho Motohom in »Babotom« iz MKNŽ-ja, mp3 posnetki pa so nastali na koncertih in vajah. Album je uredil Boštjan Mejak »Magic«.
Kasneje so se poleg koncertiranja bolj usmerili v obdelovanje novih komadov in pripravo na nov album. Leta 2018 je nastal drugi album z naslovom 2 juicy 
Leta 2023 je prišlo do nove preobrazbe, kjer sts se vrnila “stara” originalna člana Martin Vičič in Simon Blaško. Reunionu so sledili trije koncerti. Prvi, ki je bil tudi povod da ponovni reunion je bila obletnica izolskega kluba Shoto. Igrali so v samem centru Izole (bife pri kralju) kjer so nastopili skupaj z novonastalo skupino Curbrigen. Ker je bil sprejem tako dober so koncert ponovili v Luciji (tam kot zmeraj) in zaključili leto v Izolskem Hangar baru. zasedba se je zato odločila, da bo nadaljevala s koncertiranjem vendar v bolj butični obliki, 3-4 krat letno. 

## Diskografija
Kagada (2004)
- DDDD
- Ena, dva
- SENSATION
- Golden no teeth
- Gondvana
- Kokos
- Licka Dicka
- She's a dick
- Spermalni vrelec
- Tiny vagina
- Licka Dicka (remix)
- She's a dick (remix)
- Kagada forever

2 Juicy (2018)
- Beautiful life
- Fuck U
- Gruppi
- Happy feet
- Travolgo
- Viktor
- No, No, No
- Nije žvaka
- Frederik (priredba Deseti Brat)
- Eine kleine
- Jaz grem domov (priredba Deseti Brat)
- Nona (priredba Deseti Brat)